# Aconitum campylorrhynchum
Aconitum campylorrhynchum är en ranunkelväxtart som beskrevs av Hand.-mazz.. Aconitum campylorrhynchum ingår i släktet stormhattar, och familjen ranunkelväxter.

## Underarter
Arten delas in i följande underarter:
- A. c. patentipilum
- A. c. tenuipes